# Svartgrynnan (vid Långviken, Närpes)
Svartgrynnan är en ö i Finland. Den ligger i Bottenhavet vid Långviken i kommunen Närpes i den ekonomiska regionen  Sydösterbotten i landskapet Österbotten, i den västra delen av landet. Ön ligger omkring 58 kilometer söder om Vasa och omkring 340 kilometer nordväst om Helsingfors.
Öns area är 0,9 hektar och dess största längd är 150 meter i sydöst-nordvästlig riktning.